# Vespa tahitensis
Vespa tahitensis är en getingart som beskrevs av Weber 1801. Vespa tahitensis ingår i släktet bålgetingar, och familjen getingar. Inga underarter finns listade i Catalogue of Life.